# Lissandro
Lissandro, pseudonimo di Lissandro Formica (Mosella, 2 ottobre 2009), è un cantante francese.
Ha vinto il Junior Eurovision Song Contest 2022 rappresentando la Francia.

## Biografia
All'età di cinque anni, il padre di Lissandro introduce il giovane cantante alla musica di Elvis Presley, cosa che fece nascere nel ragazzino la passione per la musica, tanto che venne soprannominato "Elvissandro".
Il 28 ottobre 2022, France Télévisions, annuncia di aver selezionato internamente Lissandro per rappresentare la Francia alla 20ª Edizione del Junior Eurovision Song Contest. Il successivo 11 dicembre ad Erevan, Lissandro ha vinto il concorso con 203 punti totalizzati, diventando il secondo cantante francese a vincere la manifestazione canora dopo Valentina Tronel.

## Discografia

### EP
- 2023 - Oh Maman!

### Singoli
- 2022 - Oh Maman!
- 2023 - Feeling Good

## Programmi TV
- The Voice Kids, talent show, 8 episodi (TF1, 2020)
- Junior Eurovision Song Contest 2022, manifestazione musicale, (UER, 2022)
- Tout le monde veut prendre sa place, game show, 1 episodio (France 2, 2023)